# 16166 Jonlii
16166 Jonlii è un asteroide della fascia principale. Scoperto nel 2000, presenta un'orbita caratterizzata da un semiasse maggiore pari a 2,6279433 au e da un'eccentricità di 0,1622700, inclinata di 5,86324° rispetto all'eclittica.
L'asteroide è dedicato allo studente statunitense Jonathan Lii.